# Darby Lancaster
Pour les articles homonymes, voir Lancaster.
Pas d'image ? Cliquez ici

a Compétitions nationales et continentales officielles uniquement.

b Matchs officiels uniquement.
Dernière mise à jour le 13 avril 2025.
Darby Lancaster, né le 23 avril 2003 à Kempsey (Australie), est un joueur international australien de rugby à XV et à sept, qui joue au poste d'ailier avec la franchise des Waratahs.
Il se révèle durant la saison 2022-2023 avec l'équipe d'Australie de rugby à sept, ce qui lui permet d'intégrer l'équipe des Melbourne Rebels en 2024. Après une bonne saison avec ces derniers, il devient international australien puis s'engage avec les Waratahs, dans sa région natale.

## Biographie

### Jeunesse, formation et révélation à sept
Darby Lancaster naît le 23 avril 2003 en Australie. Il grandit à Kempsey, en Nouvelle-Galles du Sud, où il joue au rugby à XV avec les Kempsey Cannonballs. Il déménage ensuite à Sydney où il fréquente le Scots College, une prestigieuse école privée.
En mai 2022, il dispute une rencontre de Shute Shield avec les Eastern Suburbs contre les NHRU Wildfires (en), durant laquelle il marque un essai.
Ensuite, âgé de 16 ans, alors qu'il faisait partie du centre de formation des Waratahs, il se blesse gravement à un genou, l'éloignant des terrains pendant plus d'un an. Alors qu'il pensait ne plus pouvoir rejouer au rugby, il est recruté par l'équipe d'Australie de rugby à sept à son retour de blessure pour la saison 2022-2023, afin de participer au World Rugby Sevens Series. C'est durant cette saison qu'il émerge et se révèle,. Il joue au total 46 matchs et marque 22 essais, soit 110 points. À la suite de cette bonne campagne en rugby à sept, il est sélectionné en équipe d'Australie des moins de 20 ans pour le Championnat du monde junior 2023. Lors du match d'ouverture contre les Fidji, il inscrit un doublé permettant aux siens de l'emporter 46 à 37. Il joue au total trois matchs durant cette compétitions sans inscrire d'autres essais.

### Débuts à XV avec lesRebelspuis lesWallabies(depuis 2024)
Après s'être révélé avec l'équipe d'Australie de rugby à sept, ses bonnes performances lui permettent d'être repéré par les Melbourne Rebels qui le recrutent avant le début de la saison 2024 de Super Rugby. Il y signe un contrat de deux ans. Lancaster est ensuite retenu dans l'effectif pour le Super Rugby et fait ses débuts lors de la sixième journée contre les Waratahs. Il est titularisé, marque un essai et son équipe s'impose 21-27. Deux semaines plus tard, il inscrit un triplé contre les Highlanders permettant aux siens de l'emporter 47 à 31. Il joue ensuite tous les autres matchs de la saison jusqu'à l'élimination des Rebels en quarts de finale, après une défaite 47 à 20 contre les Hurricanes,. Pour sa première saison en Super Rugby, Lancaster joue neuf matchs, tous en tant que titulaire et marque quatre essais. 
À la suite de cette bonne saison qui confirme ses performances à sept, il est sélectionné pour la première fois de sa carrière en équipe d'Australie de rugby à XV par Joe Schmidt pour un match amical face à la Géorgie,. Il obtient sa première cape à cette occasion où il est titularisé et joue toute la rencontre, qui se termine par une victoire des Wallabies 40 à 29. Il n'est cependant pas conservé dans le groupe pour le Rugby Championship qui suit. 
Pour la saison 2025 de Super Rugby, Darby Lancaster fait son retour chez les Waratahs avec qui il n'avait pas pu faire ses débuts professionnels. Son choix est motivé par la volonté de retourner dans la région où il a grandi et son club formateur,.

## Statistiques en équipe nationale
Au 13 avril 2025, Darby Lancaster compte une sélection en équipe d'Australie pour aucun point marqué.
| Année | Compétition | Matchs | Points | Essais |
| ----- | ----------- | ------ | ------ | ------ |
| 2024  | Test matchs | 1      | -      | -      |
| Total | Total       | 1      | 0      | 0      |

## Palmarès
Néant.